# Jan Josef IV. Dobrzenský
Jan Josef Dobrzenský, celým jménem Jan Josef IV. Nepomuk Maria Kašpar Leonard Dominik Dobrzenský z Dobrzenicz (* 14. června 1946 Praha), je potomkem českého šlechtického rodu Dobrzenských z Dobřenic. Mezi lety 2010 a 2023 byl 50. velmistrem orleánské obedience Vojenského a špitálního řádu svatého Lazara Jeruzalémského a byl také 4. velkopřevorem českého velkopřevorství této obedience. Je komandérem Řádu svatého Řehoře Velikého.

## Život
Narodil se 14. června 1946 v Praze jako nejstarší z pěti dětí Jana Maxmiliána Dobrzenského z Dobrzenicz a Leopoldiny Berty Dobrzenské z Dobrzenicz, rozené princezny z Lobkowicz. Útlé dětství strávil na zámku v Chotěboři, ale po komunistickém převratu roku 1948 a znárodnění veškerého majetku rodina emigrovala a přes Řezno odešla nejprve do Francie a v roce 1951 do Kanady, kde se usadila v Haliburton County v Ontariu. Jeho otec zde začal pracovat jako dělník, jeho matka v místní nemocnici. Mluví plynně česky, francouzsky a anglicky.
Ve věku dvaceti let se Dobrzenský přestěhoval do Francie. Zde vystudoval obchodní management v Paříži, kde promoval roku 1974, poté na Institut européen d'administration des affaires ve Fontainebleau roku 1983 získal titul M.B.A., a roku 1988 vystudoval pařížský finanční institut. Působil u belgické sklářské firmy a poté, co tato společnost odkoupila všechny akcie sklárny v Teplicích, stal se jejím zástupcem pro Českou republiku. Po ukončení spolupráce se sklárnami začal pracovat u firmy, která vlastnila obchody Delvita. Má české a francouzské občanství. Po listopadu 1989 se rodina vrátila do Čech a v roce 1992 jim byl v restituci navrácen zámek v Chotěboři i s přilehlými pozemky. Po smrti svého otce v únoru 1996 převzal správu rodového majetku a pokračoval v jeho obnově.
V roce 1974 se v Paříži oženil s Dianou Hoppenot, se kterou byl ženatý 44 let až do její smrti 24. prosince 2018. Spolu mají čtyři potomky, syna Jana Václava (* 1977) a dcery Annu Clotilde (* 1976), Leopoldinu (* 1982) a Žofii (* 1983), kteří se narodili a vyrostli ve francouzském městě Sèvres. Dodnes žije na zámku v Chotěboři, jenž je rodovým sídlem od roku 1836, kde pořádá pravidelné hony, církevní, kulturní a jiné akce. Je též mecenášem farního kostela sv. Jakuba Staršího a patronem římskokatolického děkanství v Chotěboři.

## Řád svatého Lazara Jeruzalémského
Roku 1976 se stal členem Vojenského a špitálního řádu sv. Lazara Jeruzalémského. V létě 2004, po nečekané smrti 3. českého velkopřevora Václava Bořka-Dohalského, byl Jan Josef Dobrzenský 48. velmistrem pařížské obedience Françoisem de Cossé, 13. vévodou z Brissacu, jmenován 4. velkopřevorem českého velkopřevorství. Po abdikaci svého synovce, prince Charlese-Philippa d'Orléans na úřad velmistra orleánské obedience řádu v březnu 2010 byl Dobrzenský na generální kapitule 20. listopadu téhož roku v La Ferté-Saint-Aubin zvolen jako 50. velmistr této obedience.
Dne 10. prosince 2016 jej papež František jmenoval rytířem-komturem papežského Řádu svatého Řehoře Velikého a toto ocenění mu předal pražský arcibiskup Dominik kardinál Duka, v té době též duchovní protektor obedience.
Kvůli sporům uvnitř orleánské obedience vyloučil k 1. lednu 2021 Dominika Duku z řádu a odvolal ho z funkce generálního kaplana a duchovního protektora. Do obou funkcí pak 10. srpna 2022 jmenoval kardinála Antoina Kambandu, arcibiskupa v Kigali a člena Kongregace pro katolickou výchovu.
Na generální kapitule řádu, konané 16. října 2022 v katedrále sv. Kříže ve francouzském Orléansu, bylo jeho funkční období velmistra prodlouženo o další tři roky. Dne 30. března 2023 byl mezinárodní řádovou vládou z úřadu velmistra i velkopřevora odvolán.[zdroj?] Jeho nástupcem v úřadu velmistra byl 15. září 2023 zvolen princ François d'Orléans.
Dne 9. ledna 2024 vyhlásil nezávislé české velkopřevorství a jmenoval se jeho velkopřevorem. Kancléřem českého velkopřevorství jmenoval Kamilu Malinskou. Velkopřevorství funguje jako spolek, čítá pět členů a působí pouze v Česku.[zdroj?] V reakci na tuto deklaraci nezávislosti byli všichni členové tohoto velkopřevorství včetně Jana Dobrzenského velmistrem orleánské obedience z členství v mezinárodním řádu vyloučení, a nemají žádnou vazbu na historický řád.[zdroj?]
2. března 2024 vydali Jan Dobrzenský a Kamila Malinská list, ve kterém zpochybnili legitimitu mezinárodního řádu, který není pod jejich vedením, i samotné velmistrovství prince Françoise d'Orléans, hraběte z Dreux.[zdroj?] V dopise také svolali své členy na generální kapitulu, při které má být Jan Dobrzenský opětovně provolán velmistrem řádu a Kamila Malinská uvedena do funkce prezidentky mezinárodní řádové vlády.[zdroj?] Jean, hrabě z Paříže, současná hlava rodu Bourbon-Orléans, se od uskupení distancoval a odebral mu titul „pod ochranu královského domu Francie“, který řádu udělil jeho otec Henri d'Orléans. Obedience ho přesto dál užívá na svých webových stránkách.[zdroj?]
Od aktivit Jana Dobrzenského a Kamily Malinské se distancovalo také současné vedení Českého velkopřevorství orleánské obedience řádu v čele s velkopřevorem Richardem Podstatzky-Thorsernem a kancléřem Zdeňkem Kučerou.[zdroj?]

## Řády a vyznamenání

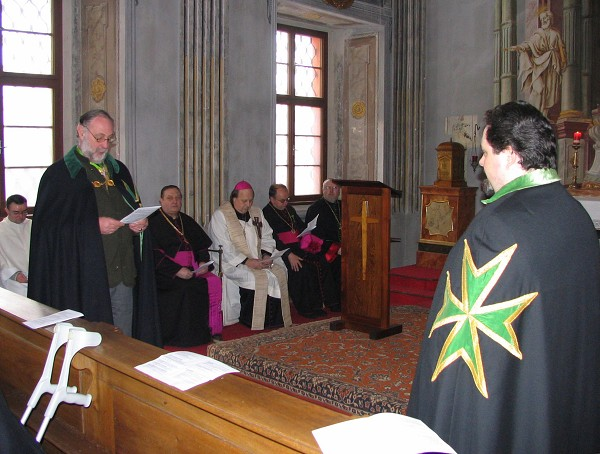
Jan J. Dobrzenský v uniformě během řádové ceremonie na litoměřickém biskupství v kapli svatého Vavřince (jmenuje M. Šantina velitelem severočeské delegace řádu)

- Rytíř velkokříže s hvězdou Vojenského a špitálního řádu sv. Lazara Jeruzalémského – GCLJ-J
- Officialis Magnus pro Merito – GOMLJ
- Rytíř komandér papežského rytířského řádu svatého Řehoře Velikého – K.C.S.G.
- Záslužné vyznamenání českého velkopřevorství O.S.L.J. „Pro Fide et Merite“ – I. třída
- Šlechtický kříž Vojenského a špitálního řádu sv. Lazara Jeruzalémského